# Association de la construction du Québec
 (décembre 2020).
Si vous disposez d'ouvrages ou d'articles de référence ou si vous connaissez des sites web de qualité traitant du thème abordé ici, merci de compléter l'article en donnant les références utiles à sa vérifiabilité et en les liant à la section « Notes et références ».
L’Association de la construction du Québec (ACQ) est le plus important regroupement patronal de l’industrie et représente quelque 17 000 entrepreneurs des secteurs institutionnel-commercial et industriel (IC/I). Elle est présente dans le secteur résidentiel par l’entremise de l’ACQ Résidentiel.
L’ACQ vise à défendre les intérêts des entrepreneurs lors des négociations de conventions collectives et à offrir une multitude de produits et services par le biais d’un abonnement à adhésion volontaire.

## Historique
1989 Naissance de l’Association de la construction du Québec à la suite du regroupement de la Fédération de la construction du Québec (FCQ) et de l’Association de la construction de Montréal et du Québec (ACMQ).
1993 Reconnaissance de l’Association de la construction du Québec comme étant l’association des employeurs des secteurs IC/I par la loi R-20 (Loi sur les relations du travail, la formation professionnelle et la gestion de la main-d’œuvre dans l’industrie de la construction).
2011 Inauguration du nouveau siège social de l’ACQ au 9200, boulevard Métropolitain Est dans l’arrondissement d’Anjou, un immeuble d’une superficie de 5 000 m² (56 000 pi²).